# ۹ فوریه
۹ فوریه در تقویم گرگوری، چهلمین روز سال است. ۳۲۵ روز (در سال‌های کبیسه ۳۲۶روز) تا پایان سال باقی است.

## رویدادها

### پیش از ۱۶۰۰
- ۴۷۴ – تاج‌گذاری زنون به‌عنوان یکی از امپراتورهای امپراتوری بیزانس انجام شد.[۱]

### ۱۶۰۱–۱۹۰۰
- ۱۶۲۱ – گریگوری پانزدهم به‌عنوان آخرین پاپ منتخب به‌واسطهٔ تحسین انتخاب شد.[۲]
- ۱۷۷۸ – رود آیلند به چهارمین  ایالت در ایالات متحدهٔ آمریکا بدل شد که اصول کنفدراسیون را تصویب کرده‌اند.[۳]
- ۱۷۸۸ – پادشاهی هابسبورگ در کمپ روسیه به به جنگ روسیه و ترکیه پیوست.
- ۱۸۸۹ – گروور کلیولند، رئیس‌جمهور ایالات متحده آمریکا لایحه‌ای را امضا کرد که به موجب آن سازمان کشاورزی ایالات متحده به یک سازمان در سطح کابینه تبدیل شد.
- ۱۸۹۳ – فالستاف، آخرین اپرای وردی، در لا اسکالا، میلان به نمایش درآمد.[۴]
- ۱۸۹۵ – ویلیام جی. مورگان یک بازی با نام مینتونت را ابداع کرد که کمی بعد با نام والیبال به شهرت رسید.
- ۱۹۰۰ – جام دیویس بنیان‌گذاری شد.

### ۱۹۰۱–اکنون
- ۱۹۲۰ – بر پایهٔ مفاد پیمان سوالبارد، در سیاست بین‌الملل، حاکمیت نروژ بر مجمع‌الجزایر سوالبار در قطب شمال را به رسمیت شناخت و آن را یک منطقهٔ غیرنظامی اعلام کرد.
- ۱۹۲۲ – برزیل به عضویت معاهدهٔ کنوانسیون برن برای حق تکثیر درآمد.
- ۱۹۳۲ – پس از یک همه‌پرسی ملی، ممنوعیت الکل در فنلاند با ۷۰٪ آراء موافق با فسخ این قانون، لغو شد.[۵][۶]
- ۱۹۴۳ – جنگ جهانی دوم: جنگ اقیانوس آرام: پس از آن که امپراتوری ژاپن باقی نیروهای خود را از جزیرهٔ گوادال‌کانال تخلیه کرد و به لشکرکشی گوادال‌کانال پایان داد، مقامات متفقین این جزیره را امن اعلام کردند.
- ۱۹۵۰ – ترس سرخ دوم: جوزف مک‌کارتی، سناتور ایالات متحده، وزارت امور خارجه ایالات متحده را به پر بودن از افراد کمونیست متهم کرد.
- ۱۹۶۵ – جنگ ویتنام: سپاه تفنگداران دریایی ایالات متحده یک گردان موشکی از ام‌آی‌ام-۲۳ هاوک را به ویتنام جنوبی اعزام کرد؛ گردانی که نخستین نیروهای آمریکایی بدون مشاورهٔ رسمی یا مأموریت تمرینی حاضر در این کشور بود.
- ۱۹۷۱ – برنامه فضایی آپولو: آپولو ۱۴ پس از سومین فرود سرنشین‌دار بر روی ماه، به زمین بازگشت.
- ۱۹۷۵ – فضاپیمای سایوز۱۷ متعلق به اتحاد جماهیر شوروی به زمین بازگشت.
- ۱۹۸۶ – دنباله‌دار هالی برای آخرین بار در داخل منظومهٔ شمسی ظاهر شد.
- ۱۹۹۱ – انحلال اتحاد جماهیر شوروی: رأی‌دهندگان در لیتوانی به استقلال از اتحاد جماهیر شوروی رأی دادند.
- ۲۰۲۱ – دومین دادگاه استیضاح دونالد ترامپ آغاز شد.[۷]

## زادروزها

### پیش از ۱۶۰۰
- ۱۰۶۰ – پاپ هونوریوس دوم، پاپ کلیسای کاتولیک (د. ۱۱۳۰)
- ۱۴۴۱ – علی‌شیر نوایی، شاعر، زبان‌شناس و نقاش ترک (د. ۱۵۰۱)
- ۱۵۳۳ – شیمازو یوشی‌هیسا، دایمیوی اهل ژاپن (د. ۱۶۱۱)

### ۱۶۰۱–۱۹۰۰
- ۱۷۳۷ – توماس پین، فیلسوف، نویسنده و کنشگر انگلیسی-آمریکایی (د. ۱۸۰۹)[۸]
- ۱۷۶۳ – لودویگ یکم، دوک بزرگ اهل آلمان (د. ۱۸۳۰)[۹]
- ۱۷۶۹ – جورج دبلیو. کمپبل، حقوق‌دان و سیاستمدار اسکاتلندی-آمریکایی، پنجمین وزیر خزانه‌داری ایالات متحده آمریکا (د. ۱۸۴۸)
- ۱۷۷۳ – ویلیام هنری هریسون، ژنرال و سیاستمدار آمریکایی، نهمین رئیس‌جمهور ایالات متحده آمریکا (د. ۱۸۴۱)
- ۱۷۷۵ – فارکاش بویایی، ریاضی‌دان و استاد دانشگاه اهل مجارستان (د. ۱۸۵۶)
- ۱۷۸۱ – یوهان باپتیست فون اشپیکس، زیست‌شناس و کاشف اهل آلمان (د. ۱۸۲۶)
- ۱۷۸۳ – واسیلی ژوکوفسکی، شاعر و مترجم اهل روسیه (د. ۱۸۵۲)
- ۱۸۱۴ – ساموئل جی. تیلدن، حقوق‌دان و سیاستمدار آمریکایی، بیست و هشتمین فرماندار نیویورک (د. ۱۸۸۶)
- ۱۸۱۵ – فدریکو د مادرازو، نقاش اهل اسپانیا (د. ۱۸۹۴)
- ۱۸۴۶ – ویلهلم مایباخ، مهندس و بازرگان اهل آلمان، بنیان‌گذاری خودروسازی مایباخ (د. ۱۹۲۹)
- ۱۸۵۴ – التا جاکوبس، پزشک و فعال حق رأی اهل هلند (د. ۱۹۲۹)[۱۰]
- ۱۸۵۶ – هارا تاکاشی، سیاستمدار اهل ژاپن، دهمین نخست‌وزیر ژاپن (د. ۱۹۲۱)
- ۱۸۵۹ – آکی‌یاما یوشیفورو، ژنرال نظامی اهل ژاپن (د. ۱۹۳۰)
- ۱۸۶۳ – آنتونی هوپ، نویسنده و نمایشنامه‌نویس اهل انگلستان (د. ۱۹۳۳)
- ۱۸۶۴ – مینا هارما، آهنگساز، نوازنده ارگ و رهبر ارکستر اهل استونی (د. ۱۹۴۱)[۱۱]
- ۱۸۶۵ – اریش فن دروگالسکی، جغرافی‌دان و ژئوفیزیک‌دان اهل آلمان (د. ۱۹۴۹)
- ۱۸۶۷ – ناتسومه سوسه‌کی، نویسنده و شاعر اهل ژاپن (د. ۱۹۱۶)
- ۱۸۷۴ – ایمی لوول، شاعر، منتقد و معلم آمریکایی (د. ۱۹۲۵)
- ۱۸۸۳ – ژول بری، بازیگر و کارگردان اهل فرانسه (د. ۱۹۵۱)
- ۱۸۸۵ – آلبان برگ، آهنگساز و معلم اهل اتریش (د. ۱۹۳۵)
- ۱۸۸۹ – لری سمون، بازیگر، تهیه‌کننده، کارگردان و فیلمنامه‌نویس آمریکایی (د. ۱۹۲۸)
- ۱۸۹۱ – رونالد کولمن، بازیگر انگلیسی-آمریکایی (د. ۱۹۵۸)
- ۱۸۹۲ – پگی وود، بازیگر آمریکایی (د. ۱۹۷۸)

### ۱۹۰۱–اکنون
- ۱۹۰۱ – برایان دانلوی، بازیگر آمریکایی (د. ۱۹۷۲)
- ۱۹۰۷ – ترونگ شینه، سیاستمدار اهل ویتنام، چهارمین رئیس‌جمهور ویتنام (د. ۱۹۸۸)
- ۱۹۰۷ – هارولد اسکات مک‌دونالد کاکسیتر، ریاضی‌دان و استاد دانشگاه انگلیسی-کانادایی (د. ۲۰۰۳)
- ۱۹۰۹ – هدر آنجل، بازیگر انگلیسی-آمریکایی (د. ۱۹۸۶)
- ۱۹۰۹ – کارمن میراندا، بازیگر، خواننده و رقصنده پرتغالی-برزیلی (د. ۱۹۵۵)
- ۱۹۰۹ – دین راسک، سرهنگ و سیاستمدار آمریکایی، پنجاه و چهارمین وزیر امور خارجه ایالات متحده آمریکا (د. ۱۹۹۴)
- ۱۹۱۰ – ژاک مونو، زیست‌شیمی‌دان و متخصص ژنتیک اهل فرانسه، برندهٔ جایزهٔ نوبل (د. ۱۹۷۶)
- ۱۹۱۲ – فوتابایاما ساداجی، کشتی‌گیر سومو اهل ژاپن، سی و پنجمین یوکوزونا (د. ۱۹۶۸)
- ۱۹۱۲ – ژینت لکلرک، بازیگر اهل فرانسه (د. ۱۹۹۲)
- ۱۹۱۴ – ارنست توب، خواننده-ترانه‌سرا و نوازندهٔ گیتار آمریکایی (د. ۱۹۸۴)
- ۱۹۲۲ – کاترین گریسون، بازیگر و خوانندهٔ سوپرانوی آمریکایی (د. ۲۰۱۰)
- ۱۹۲۳ – برندان بین، شورشی، شاهر و نمایشنامه‌نویس اهل ایرلند (د. ۱۹۶۴)
- ۱۹۲۵ – جان بی. کاب، فیلسوف و نظریه‌پرداز آمریکایی
- ۱۹۲۵ – بورکهارد هایم، فیزیکدان و استاد دانشگاه اهل آلمان (د. ۲۰۰۱)
- ۱۹۲۸ – رینوس میشل، بازیکن و مربی فوتبال اهل هلند (د. ۲۰۰۵)
- ۱۹۲۸ – راجر ماد، روزنامه‌نگار آمریکایی (د. ۲۰۲۱)[۱۲]
- ۱۹۳۱ – توماس برنهارت، نویسنده، شاعر و نمایشنامه‌نویس اهل اتریش (د. ۱۹۸۹)
- ۱۹۳۱ – یوزف ماسوپوست، بازیکن و مربی فوتبال اهل جمهوری چک (د. ۲۰۱۵)
- ۱۹۳۲ – گرهارد ریشتر، نقاش و عکاس اهل آلمان
- ۱۹۳۶ – کلایو سوئیفت، بازیگر و خواننده-ترانه‌سازی اهل انگلستان (د. ۲۰۱۹)
- ۱۹۳۹ – جنت سوزمن، بازیگر و کارگردان بریتانیایی اهل آفریقای جنوبی
- ۱۹۴۰ – جان ماکسول کوتسی، رمان‌نویس، مقاله‌نویس و زبان‌شناس استرالیایی اهل آفریقای جنوبی، برندهٔ جایزهٔ نوبل
- ۱۹۴۲ – کارول کینگ، خواننده-ترانه‌سرا و نوازندهٔ پیانوی آمریکایی
- ۱۹۴۳ – جو پشی، بازیگر آمریکایی
- ۱۹۴۳ – جوزف استیگلیتز، اقتصاددان و استاد دانشگاه آمریکایی، برندهٔ جایزهٔ نوبل
- ۱۹۴۴ – آلیس واکر، رمان‌نویس، نویسندهٔ داستان کوتاه و شاهر آمریکایی
- ۱۹۴۵ – میا فارو، بازیگر، کنشگر و مدل سابق آمریکایی
- ۱۹۴۵ – یوشینوری اسومی، زیست‌شناس سلولی اهل ژاپن، برندهٔ جایزهٔ نوبل
- ۱۹۴۶ – جیم وب، کاپییتان و سیاستمدار آمریکایی، هجدهمین وزیر نیروی دریایی ایالات متحده آمریکا
- ۱۹۴۷ – کارلا دل‌پونته، حقوق‌دان و دیپلمات اهل سوئیس
- ۱۹۴۹ – جودیت لایت، بازیگر آمریکایی
- ۱۹۵۳ – کیران هایندز، بازیگر اهل ایرلند
- ۱۹۵۴ – کریس گاردنر، بازرگان و بشردوست آمریکایی
- ۱۹۵۵ – چارلز شانسی، بازیگر اهل انگلستان
- ۱۹۵۷ – تری مک‌اولیف، بازرگان و سیاستمدار آمریکایی، هفتاد و دومین فرماندار ویرجینیا
- ۱۹۵۷ – گوردون استراکن، بازیکن و برنامه‌ریز فوتبال اهل اسکاتلند
- ۱۹۶۰ – هالی جانسون، خواننده-ترانه‌سارا و نوازندهٔ بیس اهل انگلستان
- ۱۹۶۰ – دیوید سیمون، روزنامه‌نگار، نویسنده، فیلمنامه‌نویس و تهیه‌کنندهٔ تلویزیونی آمریکایی
- ۱۹۶۰ – پگی ویتسون، زیست‌شیمی‌دان و فضانورد آمریکایی
- ۱۹۶۳ – برایان گرین، فیزیک‌دان آمریکایی
- ۱۹۶۴ – ارنستو والورده، بازیکن و مدیر فوتبال اهل اسپانیا[۱۳]
- ۱۹۶۵ – دیتر باومان، دوندهٔ اهل آلمان
- ۱۹۶۷ – گاستون براون، نخست‌وزیر آنتیگوآ و باربودا[۱۴]
- ۱۹۷۱ – یوهان مجالبی، بازیکن و مدیر فوتبال اهل سوئد
- ۱۹۷۳ – اسوتلانا بوگینسکایا، زیمناستیک‌کار اهل بلاروس
- ۱۹۷۳ – کالین اگلسفیلد، بازیگر آمریکایی
- ۱۹۷۳ – ماکوتو شینکای، انیماتور، کارگردان و فیلمنامه‌نویس اهل ژاپن
- ۱۹۷۴ – یوردی کرایف، بازیکن و مدیر فوتبال اهل هلند[۱۵]
- ۱۹۷۴ – آمبر والتا، مانکن آمریکایی
- ۱۹۷۶ – چارلی دی، بازیگر، تهیه‌کننده و فیلمنامه‌نویس آمریکایی
- ۱۹۷۸ – ای جی باکلی، بازیگر، کارگردان و فیلمنامه‌نویس ایرلندی-کانادایی
- ۱۹۷۹ – ایرینا اسلوتسکایا، اسکیت‌باز نمایشی اهل روسیه
- ۱۹۸۰ – آنجلوس چاریستیس، بازیکن فوتبال اهل یونان
- ۱۹۸۰ – مارگاریتا لیویوا، بازیگر روسی-آمریکایی
- ۱۹۸۱ – تام هیدلستون، بازیگر، تهیه‌کنند و مجری موسیقی اهل انگلستان
- ۱۹۸۲ – جمیر نلسون، بازیکن بسکتبال آمریکایی
- ۱۹۸۲ – امی سوزوکی، خواننده-ترانه‌سرا و بازیگر اهل ژاپن
- ۱۹۸۵ – دیوید گلگر، بازیگر آمریکایی
- ۱۹۸۷ – مایکل بی. جردن، بازیگر آمریکایی
- ۱۹۸۷ – داویده لانزافامه، بازیکن فوتبال اهل ایتالیا
- ۱۹۸۷ – ماگدالنا نوینر، ورزشکار دوگانه اهل آلمان
- ۱۹۹۲ – اون جوگیا، بازیگر اهل کانادا[۱۶]
- ۱۹۹۵ – ماریو پاشالیچ، بازیکن فوتبال اهل کرواسی[۱۷]

## درگذشت‌ها

### پیش از ۱۶۰۰
- ۹۶۶ – اونو نو میچیکازه، خوشنویس اهل ژاپن (ز. ۸۹۴)
- ۹۶۷ – سیف‌الدوله حمدانی، امیر حلب (ز. ۹۱۶)
- ۱۱۱۳ – ابوسعد سمعانی، حافظ، محدث، ادیب و تاریخ‌نگار ایرانی
- ۱۱۹۹ – میناموتو نو یوریتومو، شوگون اهل ژاپن (ز. ۱۱۴۷)

### ۱۶۰۱–۱۹۰۰
- ۱۶۷۰ – فردریک سوم دانمارک (ز. ۱۶۰۹)
- ۱۶۷۵ – خریت داو، نقاش اهل هلند (ز. ۱۶۱۳)
- ۱۸۰۳ – ژان-فرانسوا دو سن‌لامبر، سرباز، شاعر و فیلسوف اهل فرانسه (ز. ۱۷۱۶)
- ۱۸۷۴ – ژول میشله، مورخ، فیلسوف و استاد دانشگاه اهل فرانسه (ز. ۱۷۹۸)
- ۱۸۸۱ – فیودور داستایفسکی، رمان‌نویس، نویسندهٔ داستان کوتاه، مقاله‌نویس و فیلسوف اهل روسیه (ز. ۱۸۲۱)

### ۱۹۰۱–اکنون
- ۱۹۲۹ – محمد ابن ابی‌شنب، ادیب و زبان‌شناس اهل الجزایر

- ۱۹۴۲ – لاوری کریستیان رلاندر، سیاستمدار اهل فنلاند، دومین رئیس‌جمهور فنلاند (ز. ۱۸۸۳)[۱۸]
- ۱۹۵۷ – میکلوش هورتی، دریاسالار و سیاستمدار اهل مجارستان، نایب‌السلطنه مجارستان (ز. ۱۸۶۸)
- ۱۹۶۰ – الکساندر بنوآ، نقاش و منتقد اهل روسیه (ز. ۱۸۷۰)
- ۱۹۶۰ – ارنو دوهنانی، نوازندهٔ پیانو، آهنگساز و رهبر ارکستر اهل مجارستان (ز. ۱۸۷۷)
- ۱۹۶۶ – سوفی تاکر، خوانندهٔ آمریکایی زادهٔ روسیه (ز. ۱۸۸۴)
- ۱۹۶۹ – برت دیتس، دوچرخه‌سوار اهل آلمان
- ۱۹۶۹ – جرج «گبی» هیز، بازیگر و خوانندهٔ آمریکایی (ز. ۱۸۸۵)
- ۱۹۷۶ – پرسی فیث، آهنگساز و رهبر ارکستر اهل کانادا (ز. ۱۹۰۸)
- ۱۹۷۷ – سرگئی ایلیوشین، مهندس و بازرگان اهل روسیه، بنیان‌گذار شرکت طراحی ایلیوشین (ز. ۱۸۹۴)
- ۱۹۷۸ – کستانته جیراردنگو، دوچرخه‌سوار و مربی اهل ایتالیا (ز. ۱۸۹۳)
- ۱۹۸۱ – بیل هیلی، خواننده-ترانه‌سرا و نوازندهٔ گیتار آمریکایی (ز. ۱۹۲۵)
- ۱۹۸۴ – یوری آندروپوف، حقوق‌دان و سیاستمدار اهل روسیه (ز. ۱۹۱۴)
- ۱۹۸۹ – تزوکا اوسامو، تصویرساز، انیماتور و تهیه‌کنندهٔ اهل ژاپن (ز. ۱۹۲۸)
- ۱۹۹۴ – هاوارد مارتین تمین، دانشمند ژنتیک و استاد دانشگاه آمریکایی، برندهٔ جایزهٔ نوبل (ز. ۱۹۳۴)
- ۱۹۹۵ – جیمز ویلیام فولبرایت، حقوق‌دان و سیاستمدار آمریکایی (ز. ۱۹۰۵)
- ۱۹۹۵ – دیوید وین، بازیگر آمریکایی (ز. ۱۹۱۴)
- ۲۰۰۱ – هربرت الکساندر سایمون، دانشمند سیاسی، اقتصاددان و استاد دانشگاه آمریکایی، برندهٔ جایزهٔ نوبل (ز. ۱۹۱۶)
- ۲۰۰۲ – شاهدخت مارگارت، کنتس اسنودن (ز. ۱۹۳۰)
- ۲۰۰۴ – کلود ریان، روزنامه‌نگار و سیاستمدار اهل کانادا (ز. ۱۹۲۵)
- ۲۰۰۷ – ایان ریچاردسون، بازیگر اهل اسکاتلند (ز. ۱۹۳۴)
- ۲۰۰۸ – ژازه تباتبایی، نقاش، شاعر و مجسمه‌ساز ایرانی (ز. ۱۹۳۱)[۱۹]
- ۲۰۱۲ – جان هیک، فیلسوف و استاد دانشگاه اهل انگلستان (ز. ۱۹۲۲)
- ۲۰۱۴ – گابریل آکسل، بازیگر، کارگردان و تهیه‌کنندهٔ اهل دانمارک (ز. ۱۹۱۸)
- ۲۰۱۶ – سوشیل کویرالا، سیاستمدار اهل نپال، سی و هفتمین نخست‌وزیر نپال (ز. ۱۹۳۹)
- ۲۰۱۸ – رج ئی. کثی، بازیگر تئاتر، فیلم و تلویزیون آمریکایی (ز. ۱۹۵۸)[۲۰]
- ۲۰۱۸ – جان گوین، بازیگر آمریکایی و سفیر ایالات متحده آمریکا در مکزیک (ز. ۱۹۳۱)
- ۲۰۲۱ – چیک کوریا، آهنگساز آمریکایی سبک جاز (ز. ۱۹۴۱)[۲۱]